# Direitos paternos e aborto
A questão dos direitos paternos e do aborto é uma extensão tanto do debate sobre o aborto como do movimento pelos direitos dos pais. Tendo como uma questões o direito do homem após a concepção. O aborto pode ser um fator de desentendimentos e processos judiciais entre parceiros.

## História
A lei romana permitia o aborto induzido, mas regulamentava-o tendo em consideração o pai biológico. O imperador Sétimo Severo decidiu por volta de 211 DC que uma mulher que fizesse um aborto sem o consentimento do marido deveria enfrentar o exílio por ter enlutado o marido de filhos.
Em seu discurso Pro Cluentio, proferido em 66 a.C., Cícero refere-se a um caso de que ouviu falar, em que uma mulher de Mileto foi condenada à morte por ter abortado, ao receber suborno daqueles que herdariam os bens de seu marido, caso ela não gerasse nenhum herdeiro. Cícero disse que ao fazê-lo ela “destruiu a esperança do pai, a memória do seu nome, o abastecimento da sua raça, o herdeiro da sua família, um cidadão destinado ao uso da república”.

## Homens e aborto na lei
Desde Roe v. Wade, alguns estados dos Estados Unidos tentaram promulgar leis que exigem o consentimento do cônjuge. Todas essas leis foram consideradas inconstitucionais, o consentimento do cônjuge na decisão de 1976, Planned Parenthood v. Danforth e a conscientização do cônjuge na decisão de 1992, Planned Parenthood v Casey.

### Casos jurídicos
Na China, o marido de uma mulher que fez um aborto apresentou uma ação judicial contra ela em 2002 ao abrigo de uma lei que visa garantir a igualdade sexual em termos de procriação e decisões contraceptivas. A lei estabelecia que uma mulher não tem prioridade sobre o seu cônjuge na decisão de ter um filho.
Surgiram vários casos legais no mundo ocidental em que homens tentaram impedir que mulheres com quem tinham sido sexualmente ativos fizessem um aborto, mas todos falharam:
- 1978: William Paton de Liverpool, Reino Unido, tentou impedir que sua esposa separada, Joan, fizesse um aborto no caso de 1978 Paton v. Um juiz decidiu a favor da sua esposa e o pedido posterior do Sr. Paton para uma audiência perante o Tribunal Europeu dos Direitos Humanos também foi negado.[7][8][9]
- 1987: Robert Carver do Reino Unido tentou impedir um aborto no caso de 1987 C v. Ele alegou que a Lei da Vida Infantil (Preservação) se aplicava ao feto, já que, na época, sua ex-namorada estava com 21 semanas. Quando o Supremo Tribunal de Justiça e o Tribunal de Recurso rejeitaram o caso, este foi levado à Câmara dos Lordes, onde três Law Lords apoiaram as decisões anteriores. Todo o processo legal demorou 36 horas, pois a Autoridade de Saúde recusou-se a permitir um aborto antes de uma decisão ser tomada, tornando-o um dos casos mais rápidos na história da lei britânica. Mesmo assim, a mulher envolvida optou por levar a gravidez até o fim e deu o bebê a Carver.[7][8][9][10]
- 1989: Jean-Guy Tremblay, de Quebec, entrou com uma liminar contra sua namorada, Chantal Daigle, na tentativa de impedi-la de obter um aborto induzido no caso canadense Tremblay v Daigle. A Suprema Corte do Canadá finalmente decidiu que não havia precedente para o direito de um homem de proteger sua "progênie potencial", já que não foi considerado que um feto tivesse direito à vida sob a Carta de Direitos Humanos e Liberdades de Quebec.
- 2001: Stephen Hone de Coventry, Reino Unido, tentou, sem sucesso, impedir que sua ex-namorada Claire Hansell fizesse um aborto.[11]

Sobre homens que decidem recusar a paternidade no caso de uma gravidez indesejada e pedem um "aborto de papel":
- 2006: O caso de pensão alimentícia de Matt Dubay foi um caso legal entre Matt Dubay e sua ex-namorada, ambos de Saginaw Township, Michigan. Dubay alegou em documentos judiciais que informou à ex-namorada que não tinha interesse em ser pai. Dubay também afirmou em documentos judiciais que, em resposta, ela disse que era infértil e que, como camada extra de proteção, estava usando métodos anticoncepcionais.[12] O caso foi apelidado de "Roe v. Wade for Men" pelo National Center for Men. O processo de Dubai foi rejeitado pelo juiz.
- 2006: No Uruguai, um homem promoveu uma proteção contra o aborto legal de sua esposa. A juíza Pura Book proibiu esse aborto.

Homens que tentaram o aborto pela justiça:
- 2009: um homem israelense não identificado pediu a um tribunal que ordenasse que sua ex-namorada fizesse um aborto, alegando que ela havia mentido sobre contracepção e que a paternidade precoce "arruinaria sua vida". O tribunal rejeitou o seu argumento, afirmando que o pai não tem direitos numa decisão de rescisão.[13]

## Situações
Aqueles que apoiam o direito do homem de intervir após a fecundação do ovulo argumentam que não é razoável que, após a fertilização, as mulheres tenham várias oportunidades de optar legalmente por evitar a gravidez e da maternidade (como a pílula do dia seguinte, o aborto, a adoção entre outras), enquanto os homens não têm nenhuma.
Armin Brott disse sobre isso: "Uma mulher pode legalmente privar um homem de seu direito de se tornar pai ou forçá-lo a se tornar pai contra sua vontade".
O homem geralmente tem as obrigações da paternidade, como a pensão alimentícia, impostas a ele contra sua vontade. Isto poderia potencialmente poderia ocorrer mesmo que a concepção ocorresse sem o seu conhecimento ou consentimento, como coerção reprodutiva, roubo de esperma ou agressão sexual contra o homem.

### Veto ao aborto
Os ativistas dos direitos dos homens e dos direitos dos pais argumentaram que os homens deveriam ter poder de veto sobre as decisões dos seus parceiros de abortar. Da mesma forma, o filósofo George W. Harris escreveu que, se um homem engravidar uma mulher com o objetivo explícito de ter um filho, de uma forma que seja mutuamente consensual, então seria moralmente inaceitável que essa mulher fizesse um aborto depois.
Aqueles que se opõem ao direito dos homens ao envolvimento direto argumentam que, porque é o corpo da mulher que transporta o feto, a sua determinação a favor ou contra o aborto deve ser a única.

### Veto à gravidez
O bioeticista Jacob Appel questionou: "se se concede a um homem o poder de veto sobre a escolha de uma mulher de fazer um aborto nos casos em que ele está disposto a pagar pela criança, por que não conceder-lhe o direito de exigir um aborto quando ele não está disposto a sustentar e criar a criança?".

### Notificação de aborto
Numa pesquisa Gallup de 2003, 72% dos entrevistados foram a favor da notificação ao marido, com 26% contrários; dos entrevistados, 79% dos homens e 67% das mulheres responderam a favor da notificação dentro dos casais.

### Negar ou aceitar a paternidade
Em referência aos casos em que a mãe espera que os homens que não desejam ser pais paguem pensão alimentícia, Melanie McCulley, uma advogada da Carolina do Sul, em seu artigo de 1998, "The Male Abortion: The Putative Father's Right to Terminate His Interesses e Obrigações para com o Nascituro", expõe a teoria do "aborto masculino", na qual defende que os homens devem poder rescindir as suas obrigações legais para com os filhos indesejados.
Também é possível, em vez de assumir a posição de que os homens devem ter a liberdade de optar por não assumir responsabilidades e direitos inerentes, assumir a posição de que é necessário aceitar e concordar em assumir essas responsabilidades para ser obrigado a cumpri-las, e apenas ao fazer isso, conquiste os direitos dos pais. Isto é o que ocorre durante a adoção.